# Peugeot Q3A
Le Peugeot Q3A est un véhicule commercialisé par Peugeot entre 1948 et 1950. Cet utilitaire fut le successeur des DMA qui avaient été conçus pour les besoins de l'armée française, mais finalement produits pour l'armée allemande, de 1941 à 1944.
Les évolutions par rapport à la version précédente sont multiples : châssis avec la structure améliorée, amortisseurs arrière, empattement plus long et réduction du PTAC à 3 tonnes. Le Q3A permet une charge utile de 1 400 kg pour un poids à vide de 1 600 kg. Propulsé par le moteur très moderne « TM »  développant 40 ch, il est bridé à 65 km/h en palier, pour une consommation moyenne de 14 L aux 100 km. Ce moteur, non bridé, équipera la 203 quelques mois plus tard.

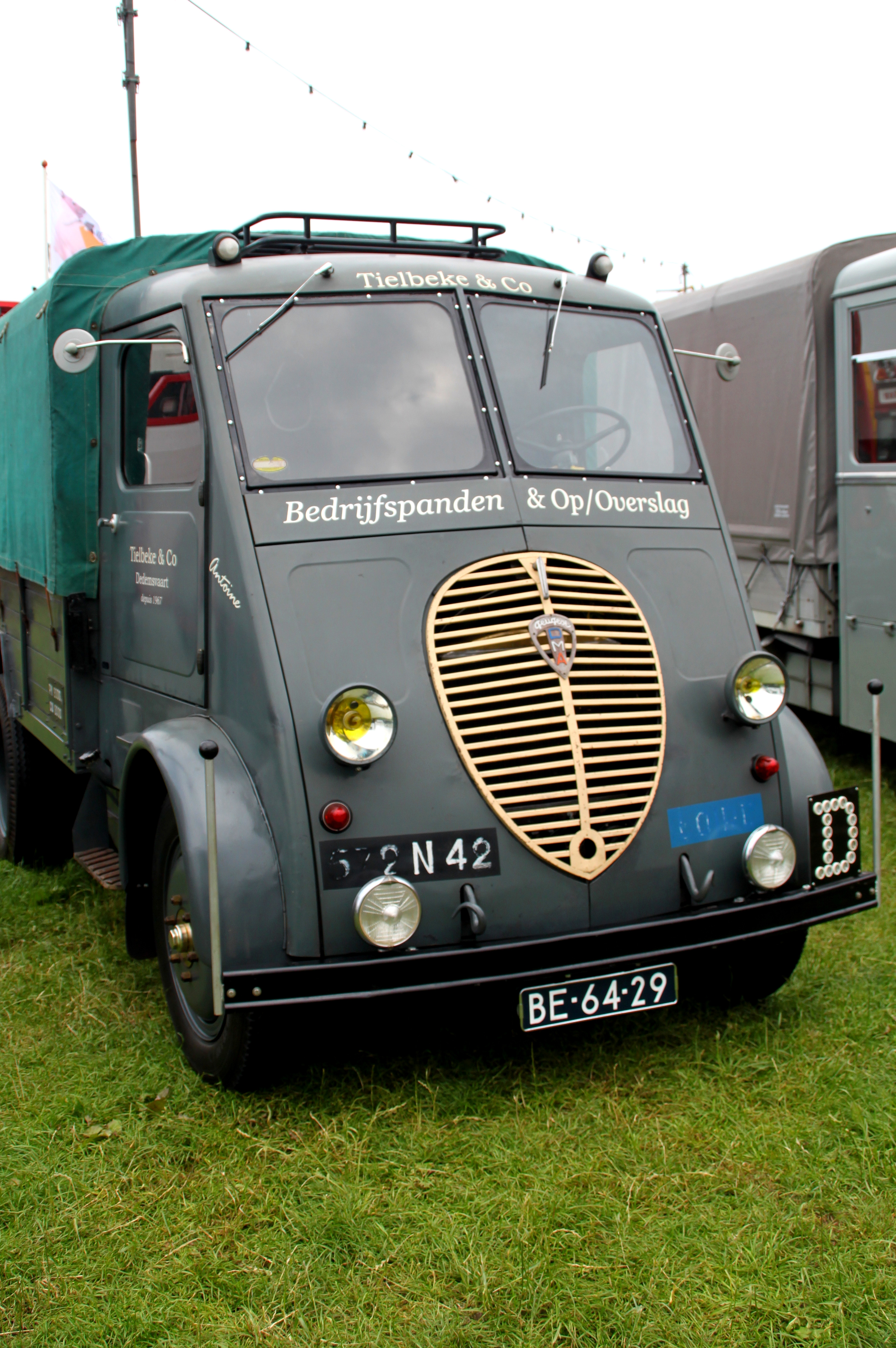
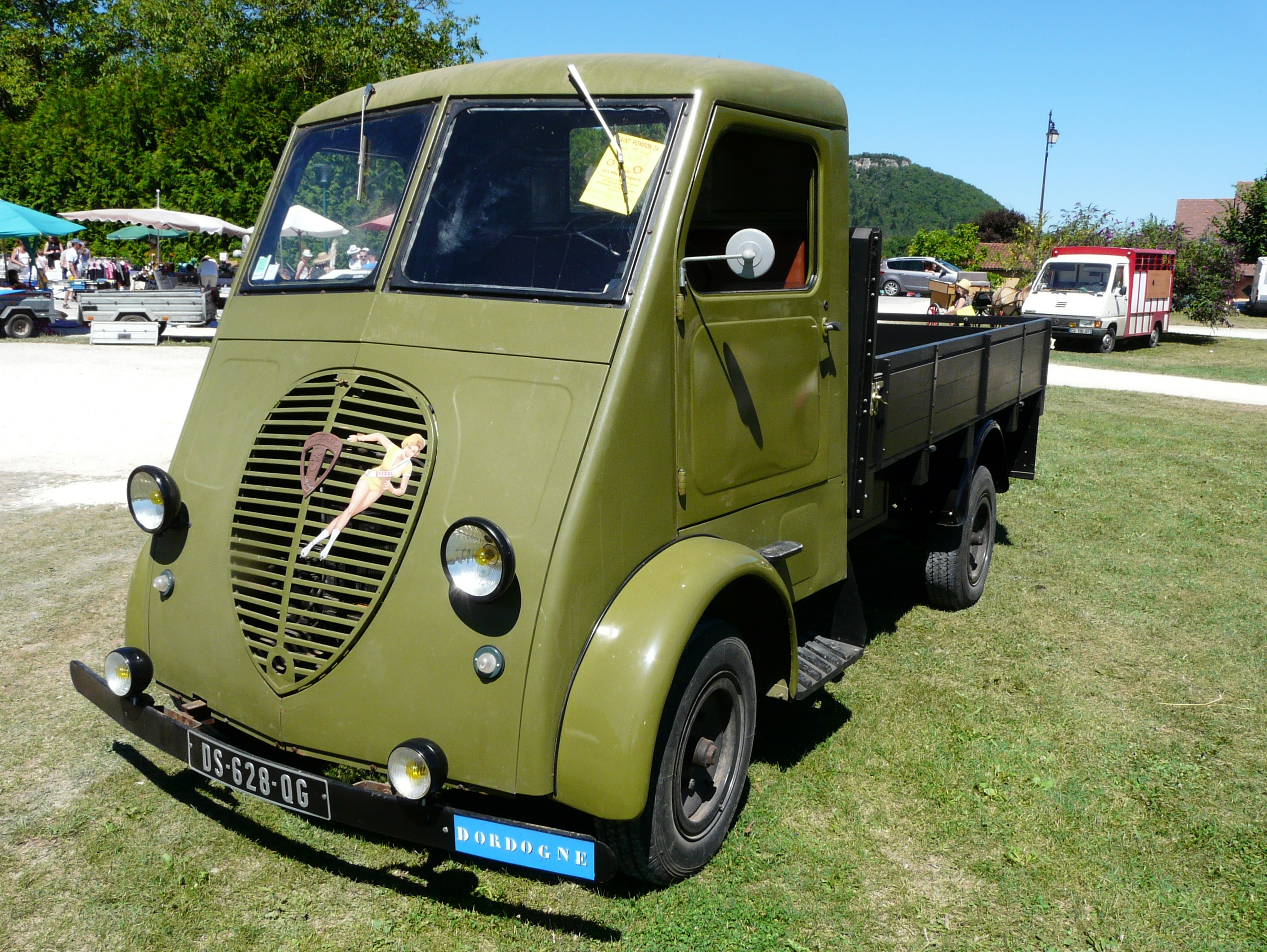